# Hannelore Kraft
Hannelore Kraft (Mülheim, 12 de junho de 1961) é uma política alemã do Partido Social-Democrata da Alemanha (SPD) e de 14 de Julho de 2010 até 27 de Junho de 2017, foi a primeira-ministra do Estado da Renânia do Norte-Vestfália.
De 2010 a 2012 encabeçou um governo sem maioria absoluta, baseado numa coligação da SPD e dos Verdes. As eleições parlamentares estaduais de 14 de Maio de 2012 redundaram num crescimento significativo da SPD cuja vitória é em parte considerável atribuída à personalidade de Hannelore Kraft. Esta continua a governar com as mesma coligação, mas doravante com maioria absoluta no parlamento estadual.